# Öt fogadalom (buddhizmus)
Az öt fogadalom (páli: pancsa-szíla; szanszkrit: पञ्चशीलानि - pancsa-síla) vagy öt erkölcsi szabályzat jelenti az alapvető buddhista etikai szabályokat, amelyeket Gautama Buddha világi követői (Upászaka és upásziká) gyakorolnak mind a théraváda, mind a mahájána hagyományokban. A fogadalmak a két hagyományban alapvetően megegyeznek: tartózkodni az öléstől, a lopástól, a helytelen szexuális magaviselettől, a hazugságtól, és a bódító szerek használatától. Az öt fogadalom letétele a buddhista beavatási szertartások és a világi buddhisták vallásos gyakorlatainak szerves részét képezi.
A fogadalmak nem parancsolatok, hanem gyakorlati szabályok, amelyeket a világi emberek önként vállalnak, hogy egyszerűbbé tegyék a gyakorlást. Mégis előfordul, hogy helytelenül "öt parancsolatnak" vagy "öt parancsnak" fordítják magyarul.

## Páli szövegek
A páli irodalomban található szövegek és szövegmagyarázatok jelentik a théraváda gyakorlatok alapját.

### Páli gyakorlási szabályok
Az öt fogadalom azaz az öt erkölcsi fogadalom következő (a jobb oldalon a páli verzió olvasható):
| 1. | Vállalom az öléstől való tartózkodás szabályát                            | Pāṇātipātā veramaṇī sikkhāpadaṃ samādiyāmi.                  |
| 2. | Vállalom annak szabályát, hogy tartózkodjak elvenni azt, amit nem adtak.  | Adinnādānā veramaṇī sikkhāpadaṃ samādiyāmi.                  |
| 3. | Vállalom a helytelen szexuális magaviselettől való tartózkodás szabályát. | Kāmesumicchācāra veramaṇī sikkhāpadaṃ samādiyāmi.            |
| 4. | Vállalom a hamis beszédtől való tartózkodás szabályát.                    | Musāvādā veramaṇī sikkhāpadaṃ samādiyāmi.                    |
| 5. | Vállalom a bódító italok fogyasztásától való tartózkodás szabályát.       | Surāmerayamajjapamādaṭṭhānā veramaṇī sikkhāpadaṃ samādiyāmi. |

Az első fogadalommal kapcsolatban lásd még: ahimsza.

### Részletek
A páli kánon részét képező Szutta-nipátában a Dhammika-szuttában Buddha a következőket tanácsolja a világi követőknek:
... Most elmondom a világiaknak szóló tanítást. Mivel nem lehetséges, hogy a világi élettel elfoglalt személy a teljes szerzetesi gyakorlást megvalósítsa, a világi ezt követve lesz erényes.
Nem szabad életet elvennie, sem élet elvételét okoznia, sem mást élet elvételére felbujtania. Tiltott bármilyen lényt, gyengét vagy erőset megsebeznie az egész világon. Kerülnie kell, hogy bármit elvegyen, amit nem adnak. Nem szabad lopnia, vagy mást lopásra buzdítania. Teljesen tartózkodnia kell a lopástól. A bölcsnek kerülnie kell a szemérmetlenséget, mintha az izzó parázs lenne. Ha képtelen is arra, hogy nőtlenségben éljen, más asszonyát nem látogathatja. Belépvén a királyi udvarba vagy emberek társaságába ne mondjon hazugságot. Kerülnie kell a hazug beszédet, és mást se biztasson erre. Teljesen tartózkodnia kell a csalárdságtól. A világi, aki a Dhamma gyakorlását választotta, nem lehet bódító szerek rabja. Nem ihat alkoholt és nem biztathat senkit, hogy így tegyen, tudván, hogy ez őrültséghez vezet. Az alkoholtól megzavart emberek gonosz tetteket hajtanak végre, és más meggondolatlan embereket is rávesznek ilyesmire. Kerülnie kell a bódító szereket, a vétség ezen fajtáját, ami elbódítja az elmét és bolond emberek öröme.
Ne ölj,
Ne vedd el, amit nem adnak,
Ne hazudj,
Ne fogyassz bódító szereket,
Tartózkodj a szexuális érintkezéstől. (Spt. 2.14 - Dhammika-szutta, fordította: Kolozsvári Ágnes)

### Motiváció
A páli kánonban Buddha az egyén saját maga és mások számára nyújtott ajándékként jellemzi az öt fogadalmat:
..."És most, ez az öt ajándék létezik, ez az öt nagyszerű ajándék – eredeti, régóta fennálló, hagyományos, ősi, hamisítatlan, hamisítatlan a kezdetektől – ami feddhetetlen, ami mindig is feddhetetlen lesz, és amit a nagy tudású remeték és papok kifogástalannak találnak. Melyik öt?
Van olyan eset, amikor egy nemes tanítvány feladva az élet elvételét, tartózkodik az élet elvételétől. Így cselekedvén, végtelen számú élőlényt szabadít meg veszélytől, ellenségeskedéstől és elnyomástól. Végtelen számú élőlényt megszabadítva veszélytől, ellenségeskedéstől, és elnyomástól, ő maga is veszélytől, ellenségeskedéstől és elnyomástól való határtalan szabadságot nyer el. Ez az első ajándék, az első nagyszerű ajándék – eredeti, régóta fennálló, hagyományos, ősi, hamisítatlan, hamisítatlan a kezdetektől – ami feddhetetlen, ami mindig is feddhetetlen lesz, és amit a nagy tudású remeték és papok kifogástalannak találnak. Ez a negyedik jutalma az érdemnek….(fordítás: Sándor Ildikó
Az ezt követő példázatban Buddha azt meséli el, hogy mik a következményei annak, ha valaki megszegi saját fogadalmait.

## Egyéb fogadalmak
A különböző buddhista hagyományokban előfordulnak más fogadalmak listái is, amelyek között vannak átfedések az öt fogadalommal. A szóhasználat és a fogadalmak sorrendje is eltérő lehet hagyományonként.

### Nyolc fogadalom
A nyolc fogadalom világi buddhista nők és férfiak fogadalmai, akik az öt fogadalomnál is komolyabban szeretnék venni a gyakorolást. A nyolc fogadalom a morális cselekvések szabályozásán túl aszkéta gyakorlatokat is felvesz a szabályok közé.
A théraváda buddhista országokban, úgy mint például Srí Lanka vagy Thaiföld, a világi buddhista emberek általában heti egy nap (az upószatha napokon: újholdkor, negyedholdakkor és teliholdkor) önmegtartóztatást gyakorolnak és ellátogatnak a helyi kolostorokba.
Buddha a következő nyolc gyakorlatot adta meg:
1. Fogadom, hogy tartózkodok mások bántásától és az élet elvételétől (ember és nem ember egyaránt).
2. Fogadom, hogy nem veszem el azt, amit nem adtak (például a lopás, vagy félreértést okozó egyéb eltávolítás).
3. Fogadom, hogy tartózkodok a szexuális cselekedetektől.
4. Fogadom, hogy tartózkodok a helytelen beszédtől: valótlan állítása, mások átverése, manipulálása, megsértése.
5. Fogadom, hogy nem fogyasztok bódító szereket, amelyek felelőtlenséghez vezetnek.
6. Fogadom, hogy nem eszek helytelen időben (a helyes idő napfelkelte után van, és dél előtt).
7. Fogadom, hogy tartózkodok az énekléstől, táncolástól, hangszeres zenéléstől, szórakoztató események látogatásától, kozmetikumok és ékszerek használatától.
8. Fogadom, hogy tartózkodok a luxus ülő- és alvóhelyektől és nem kényeztetem magam túl sok alvással.

A nyolc fogadalom helyes és helytelen gyakorlását az Anguttara-nikája 3.70 szutta taglalja.

### Tíz fogadalom
A tíz fogadalom (páli: daszasíla vagy szamaneraszikkha) a buddhista srámanerák (fiú papnövendékek) és a srámanerík (lány papnövendékek) fogadalmai. Ezeket használja a legtöbb buddhista iskola.
1. Tartózkodni az élőlények megölésétől.
2. Tartózkodni a lopástól.
3. Tartózkodni a szemérmetlenségtől (érzékiség, szexualitás, nemi vágy).
4. Tartózkodni a helytelen beszédtől.
5. Tartózkodni a bódító szerektől.
6. Tartózkodni az étkezéstől nem megfelelő napszakokban (dél után).
7. Tartózkodni az énekléstől, a táncolástól, a hangszeres zenéléstől és a szórakoztató eseményeken való részvételtől.
8. Tartózkodni a parfümök, kozmetikumok használatától és az ékszerek viselésétől (dekoratív kiegészítők).
9. Tartózkodni luxus ülő- és fekvőhelyek használatától.
10. Tartózkodni a pénz elfogadásától.

## A gyakorlatban
A világi gyakorlók általában akkor teszik le ezeket a fogadalmakat, amikor buddhistává válnak. A mahájána iskolákban úgy nevezik azt a világi gyakorlót, aki leteszi a fogadalmakat, hogy upászaka (férfi) vagy upásziká (nő). A théraváda hagyományban minden világi követőt upászakának vagy upászikának neveznek, viszont elvárt a fogadalom letétele. A hagyományos théraváda vallási gyakorlat része a menedékvétel és az öt fogadalom.